# Presidenti del Kirghizistan
I presidenti della Repubblica del Kirghizistan si sono avvicendati a partire dal 1990.

## Lista
| Presidente | Presidente | Presidente                | Partito                                                   | Elezioni                                              | Mandato          | Mandato          |
| Presidente | Presidente | Presidente                | Partito                                                   | Elezioni                                              | Inizio           | Fine             |
| ---------- | ---------- | ------------------------- | --------------------------------------------------------- | ----------------------------------------------------- | ---------------- | ---------------- |
|            |            | Askar Akayev              | Indipendente                                              | 1991, 1995, 2000                                      | 27 ottobre 1990  | 24 marzo 2005    |
|            |            | Ishenbai Kadyrbeko        |                                                           | A seguito della Rivoluzione dei tulipani (ad interim) | 24 marzo 2005    | 25 marzo 2005    |
|            |            | Kurmanbek Salieviç Bakiev | Ak Jol (coalizione Movimento del Popolo del Kirghizistan) | 2005, 2009                                            | 25 marzo 2005    | 7 aprile 2010    |
|            |            | Roza Otunbaeva            | Partito Socialdemocratico del Kirghizistan                | A seguito della Rivoluzione del 2010                  | 7 aprile 2010    | 1º dicembre 2011 |
|            |            | Almazbek Atambaev         | Partito Socialdemocratico del Kirghizistan                | 2011                                                  | 1º dicembre 2011 | 24 novembre 2017 |
|            |            | Sooronbay Jeenbekov       | Partito Socialdemocratico del Kirghizistan                | 2017                                                  | 24 novembre 2017 | 15 ottobre 2020  |
|            |            | Sadır Japarov             | Ata-Zhurt                                                 | 2021                                                  | 15 ottobre 2020  | in carica        |